# Холуалоа (Хаваји)
Холуалоа (енгл. Holualoa) насељено је место за статистичке потребе у америчкој савезној држави Хаваји. По попису становништва из 2010. у њему је живело 8.538 становника.

## Демографија
Према попису становништва из 2010. у граду је живело 8.538 становника, што је 2.431 (39,8%) становника више него 2000. године.
| Група             | 2000.         | 2010.         |
| Белци             | 3.230 (52,9%) | 4.403 (51,6%) |
| Афроамериканци    | 36 (0,6%)     | 58 (0,7%)     |
| Азијати           | 1.045 (17,1%) | 1.390 (16,3%) |
| Хиспаноамериканци | 449 (7,4%)    | 811 (9,5%)    |
| Укупно            | 6.107         | 8.538         |